# Viola septemloba
Viola septemloba är en violväxtart som beskrevs av Le Conte. Viola septemloba ingår i släktet violer, och familjen violväxter. Inga underarter finns listade i Catalogue of Life.